# Oxyopes felinus
Oxyopes felinus là một loài nhện trong họ Oxyopidae.
Loài này thuộc chi Oxyopes. Oxyopes felinus được George Stewardson Brady miêu tả năm 1964.